# 上杉頼重
上杉 頼重（うえすぎ よりしげ）は、鎌倉時代中期の武士。上杉氏2代当主。娘清子は室町幕府初代将軍・足利尊氏の実母である。

## 略歴
上杉重房の嫡男として生まれる。姉妹に山名政氏の室と足利頼氏の側室がいる。後者は頼氏との間に足利家時を生み、その兄弟である頼重も頼氏より偏諱（「頼」の1字）を受けたとされている。
その後も足利氏との関係を深め、娘の清子を甥・家時の子である足利貞氏に嫁がせ、その子である尊氏・直義の兄弟が鎌倉幕府を滅ぼし天下を統べる立場となると、足利氏の家宰として高氏（娘婿の高師泰ほか）などと共に政務の中心になった。祖父・清房の代（正確には父の若い頃）まで藤原氏として在京しており、血縁を活かした中央工作で、足利氏の影響力を高めることに成功した。
子である重顕は扇谷上杉家の祖となり、頼成の子孫は千秋上杉家となる。娘の加賀局は勧修寺道宏の正室となり、重能を生んだ。